# Sở Giao dịch Chứng khoán Thượng Hải
Sở Giao dịch Chứng khoán Thượng Hải (tiếng Hoa giản thể: 上海证券交易所; tiếng Hoa phồn thể: 上海證券交易所; pinyin: Shànghǎi Zhèngquàn Jiāoyìsuǒ) là một sở giao dịch chứng khoán ở Thượng Hải, Trung Quốc. Đây là sở giao dịch chứng khoán lớn nhất ở Trung Hoa đại lục. Một sở giao dịch chứng khoán nhỏ hơn là Sở Giao dịch Chứng khoán Thâm Quyến ở thành phố Thâm Quyến. Sở giao dịch hiện tại được thành lập ngày 26 tháng 11 năm 1990 và đi vào hoạt động ngày 19 tháng 12 cùng năm. Đây là một cơ quan hoạt động phi lợi nhuận, được quản lý trực tiếp bởi Ủy ban điều chỉnh chứng khoán Trung Quốc. Nếu tính cả Sở giao dịch Hồng Kông nằm ở Đặc khu hành chính Hồng Kông thì Sở giao dịch Hồng Kông là sở giao dịch chứng khoán lớn nhất Trung Quốc.